# 翻譯研究
翻譯研究（英語：translation studies），或稱翻譯學，是一门跨領域學科，有系統地研究筆譯、口譯、和本地化之理論、描述、和應用。翻譯研究從多種支援翻譯的研究領域借用了許多事物。這些領域包括比較文學、计算机科学、史學、語言學、哲學、符號學和詞彙學。
翻譯研究一詞是由阿姆斯特丹的美國學者詹姆斯·霍爾姆斯於其論文〈翻譯研究的名與實〉（The name and nature of translation studies）中提出的，這被視為對此學科的基礎陳述 。一些英文作者偶爾會使用「translatology」來描述翻譯研究（更罕見的是「traductology」），相對應的法文是「traductologie」（如法蘭西翻譯學會—— Française de Traductologie）。傳統上，歐洲會把口譯放在翻譯研究中（如歐洲翻譯研究學會—— European Society for Translation Studies）；而在美國，更偏好的用法是「翻譯與口譯研究」（Translation and Interpreting Studies），如美國翻譯與口譯研究協會（American Translation and Interpreting Studies Association）。

## 歷史

### 早期研究
綜觀歷史，翻譯研究一直是規範性的（prescriptive，告訴譯者如何翻譯），甚至到了討論翻譯並非規範性一事，會被視為與翻譯無關的地步。舉例來說，翻譯研究的史學家回溯早期關於翻譯的西方思想時，會將西塞羅對自己如何透過將希臘文譯為拉丁文，以精進其演說能力的註解，視為濫觴——這是耶柔米之後稱為意義對意義翻譯的早期描述。在更早幾世紀前的埃及，對口譯者的描述性歷史是由希羅多德所提出，這多半不被視為翻譯研究——據推測這是因為其中並未告訴譯者如何翻譯。在中國，對於如何翻譯之討論始自漢朝對佛經的翻譯。

### 呼籲建立學科
1958 年，於莫斯科召開的第二屆斯拉夫大會上，對於翻譯該採用語言學方法還是文學方法的爭論達到了高峰，以致於出現應將翻譯視為獨立學科以研究所有形式的翻譯之倡議，而不是將翻譯完全置於語言學研究或文學研究之內。在 1960 年代的美國大學中，例如愛荷華大學和普林斯頓大學，翻譯研討置於比較文學之下。
1950 與 1960 年代間，對翻譯的系統性、以語言學為導向的研究開始興起。1958 年，法國語言學家 Jean-Paul Vinay 和 Jean Darbelnet 對法文和英文進行了對比性的比較。1964年，Eugene Nida 出版了《翻譯科學探索》（Toward a Science of Translating），這本手冊討論了聖經翻譯，在某些程度上受到了 Harris「轉換文法」（transformational grammar）的影響。1965 年，John C. Catford 從語言學的角度，將翻譯理論化。到了 1960 年代與 1970 年代早期，捷克學者 Jiří Levý 與斯洛伐克學者 Anton Popovič 和 František Miko 致力研究文學譯者的風格。
這些開創文學翻譯研究的事蹟，都收錄在 1972 年於哥本哈根舉辦的「第三屆國際應用語言學大會」（Third International Congress of Applied Linguistics）上，James S. Holmes 所發表的論文裡。在這篇名為〈翻譯研究的名與實〉（The name and nature of translation studies）的論文中，Holmes 建議收攏散於各處的學科，為翻譯領域設一類別。1995 年，Holmes 所提出的「地圖」見於 Gideon Toury 的《描述性翻譯研究及其它》（Descriptive Translation Studies and beyond，又譯《描述翻譯學及其他》）一書。
1990 年代之前，翻譯學者—尤其是規範學派（prescriptive）、描述學派（descriptive，亦稱描寫學派）和目的論學派（Skopos）的學者—傾向成立專門的思想流派。自1990 年代開始了「文化轉向」（cultural turn），翻譯學科開始分為獨立的研究領域，這些領域並行不悖，不但相互借鑑研究方法，也參照其它學術學科。

## 思想流派
就研究層面來說，主要的思想流派傾向將重要理論概念收攏起來，大部分概念都成為爭論的焦點。

### 對等
1950 和 1960 年代期間，翻譯研究者都傾向討論如何以最佳方式獲致「對等」（equivalence）。「對等」一詞有兩個獨特的意義，對應到不同的思想流派。在俄羅斯的傳統中，「對等」通常是一對一的對應，介於語言形式中、或介於嚴謹的科技詞彙或片語裡，因此「對等」會與一系列的「取代」相對。然而，在 Vinay 與 Darbelnet 等學者取自 Bally 所代表的法國傳統裡，「對等」是相同的功能值所獲致之成品，通常這需要在形式上有所改變。 Catford 於 1965 提出的對等見解，亦屬法國傳統。到了 1970 年代間，俄羅斯學者採用了更廣泛的「對等」概念，取語言轉換（linguistic transformation）所導致之物作為對等。
如 Fedorov (1953) 和 Vinay & Darbelnet (1958) 所述，對於對等的討論多伴隨著「翻譯方案」（translation solution，亦稱步驟 (procedure)、技巧 (technique)、或策略 (strategy)）一起討論。1958 年，陸殿揚（Loh Dianyang）的《英漢翻譯理論與技巧》（Translation: Its Principles and Techniques）借鑑了 Fedorov 和英語語言學家的想法，針對中英翻譯提出了翻譯方案之分類。
在這些傳統中，獲致對等方法的討論通常是規範性的，且與譯者的訓練有關。

### 描述性翻譯研究
「描述性翻譯研究」（Descriptive translation studies）是 Toury 於 1995 出版《描述性翻譯研究及其它》（Descriptive Translation Studies and Beyond，又譯《描述翻譯學及其他》）一書時所創建的詞彙，用來建構經驗法則的描述性學科，以填補 Holmes 的地圖。科學方法可用於文化產物的想法，由俄羅斯的形式主義者在 20 世紀初提出，之後被比較文學的多名學者再次闡明。現在科學方法應用於文學翻譯上。其中一部份是 Even-Zohar 於 1990年提出的「多元系統理論」（theory of polysystems），其中指出，翻譯文學會被視為接收方或目標文學系統的子系統。Gideon Toury 根據他的理論，表示在以研究為目的時，考量譯文是否為「目標文化的事實存在」是必要的。討論文學翻譯時，「操控」（manipulation）和「贊助人」（patronage）等概念也同時開展。

### 目的論
目的論是翻譯理論的另一個典範轉移，可追溯至 1984 年的歐洲。那年德國出版了兩本書：一是 Katharina Reiss（亦拼寫為 Reiß）和 Hans Vermeer 合著的《翻譯通論基礎》（Foundation for a General Theory of Translation），一是 Justa Holz-Mänttäri 所寫的《譯者行為》（Translatorial Action，德文書名為 Translatorisches Handeln）。這兩本書提出了「目的論」（Skopos theory），這理論表示，達成譯文該有的目的最為重要，甚於「對等」。

### 文化翻譯
「文化轉向」（cultural turn）指出，在翻譯研究上還有發展的空間。André Lefevere 在其編著的《翻譯、歷史與文化論集》（Translation - History - Culture: A sourcebook）中對此有所描述，他與其他學者如 Susan Bassnett 也快速呈現了翻譯研究和其它領域及概念的交流，包括性別研究、後殖民主義及文化交流等。
「文化翻譯」（cultural translation）的概念在極大程度上來自霍米·巴巴對 Salman Rushdie 之解讀，這記錄於前者的《文化地位》（The Location of Culture）一書中。文化翻譯是文化研究裡的概念，用以表示在所指涉的文化中，不管是語言上的、或其它方面的轉化過程。這概念使用了語言上的翻譯，作為分析文化裡的轉化與交流之工具或隱喻。「但是，儘管翻譯拉近了不同文化，但翻譯中一定會在文化間造成形變。」

### 生態翻譯學
生態翻譯學（Eco-translatology）是澳門理工學院的胡庚申教授發展的研究方向。生態翻譯學認為，翻譯會涉入文化間的適應與選擇過程，進而專注在翻譯生態系統的完整性，和譯者的中心角色。其核心概念為「譯者中心」（translator-centeredness）、「生態平衡」（eco-balance）、以及翻譯即「文本移植」（textual transplants）。國際生態翻譯學研究會（International Association for Eco-translatology Research）已針對生態翻譯學舉辦了五次討論會，並於 2011 年創立了《生態翻譯學學刊》（Journal of Eco-Translatology）。

## 探究領域

### 譯史研究
譯史研究（translation history）關注的是譯者身為專業人士與社會族群的歷史，也關注翻譯歷史在文化的發展、互動、甚至消亡時的指標意義。關於譯史的部分原則，已由 Lieven D'hulst和 Pym 提出。譯史研究的主要專案包括牛津英文文學翻譯史 （页面存档备份，存于）（Oxford History of Literary Translation in English）和法文翻譯歷史 （页面存档备份，存于）（Histoire des traductions en langue française）。
西方翻譯理論的歷史文選已由 Robinson (2002)編纂，收錄人物至尼采為止；法文理論（1748–1847）由 D'hulst (1990)編纂；西班牙文由 Santoyo (1987)編纂；波蘭文（1440–1974）由 Edward Balcerzan (1977)編纂；中文由張佩瑤 (2006)編纂。

### 翻譯社會學
翻譯社會學（sociology of translation）包括了譯者是誰、和譯者工作型態（工作場所研究）的研究，及何種翻譯資料可以用來解釋語言之間的思想流動。

### 後殖民主義翻譯研究
後殖民主義翻譯研究（postcolonial translation studies）專注於發生在殖民宗主國與前殖民地之間的翻譯，或介於眾多前殖民地之間的翻譯。它們從根本上質疑「翻譯在完全分離的文化和語言之間發生」的假設。

### 性別研究
性別研究（gender studies）研究譯者性別方面之事、譯者翻譯的文字所呈現的性別本質、也許與性別相關的翻譯過程、以及用來描述翻譯的性別隱喻。早期研究者有 Luise von Flotow、Sherry Simon 和 Keith Harvey。

### 倫理道德
在倫理道德（ethic）領域中，Antoine Berman 和 Lawrence Venuti 發表了許多與眾不同並引起諸多討論的論文，但這些論文均同意以下觀點：翻譯時應強調譯入語和譯出語、譯入文化和譯出文化的不同。兩人都對「文化上的差異〔......〕能最好地保存〔......〕差異性」該如何達成感到興趣。在之後的研究中，學者使用了 Emmanuel Levinas 的道德倫理和主體性的哲學著作。鑑於對他著作的多種詮釋，在翻譯的道德倫理研究中，他對倫理責任的概念有著多種結論。有些研究假定翻譯本身在道德上是有疑慮的；而其它研究則認為作者或文字與譯者之間的關係，是更人際間的，因此翻譯是平等、交互的過程。
與這些研究相映成趣的，是對譯者責任的普遍認可已有所增加。許多筆譯者與口譯者都被視為區域政治衝突的積極參與者，他們如何從自身的身份認同與判斷中獨立出來，以合乎倫理道德的方式工作，已成為問題。研究導出的結論，是筆譯者與口譯者不但被視為語言的傳遞者，還是社會與政治運動者。
一般咸信，倫理規範（ethical code）提供了部分指引原則，以降低不確定性、提高專業水準，這在其它學科中已有所述（例如軍醫倫理規範或法律倫理規範）。然而，在翻譯研究中對於倫理道德的概念尚無清晰的認知，因此對於此規範的意見形成，還有極大的差異。

### 影視翻譯研究
影視翻譯研究（audiovisual translation studies，簡稱 AVT）關注的是聲音和（或）影像環境下的翻譯，包括電影、電視、電玩、和一些現場活動，例如歌劇。這領域中各項研究的共同起源，是翻譯會在多符號系統（multiple semiotic system）中發生，要翻譯的文字（多符號文字—— polysemiotic text）會透過不只一種符號頻道來傳遞訊息，亦即不僅僅透過書寫或語言，也透過聲響和（或）畫面來傳遞。此研究下的翻譯模式有字幕（subtitling）、配音（dubbing）、和旁白（voice-over），但在歌劇或戲院的現場演出中，也有歌詞字幕（surtitling）。
通常傳播媒介的可用性研究（media accessibility studies）也被歸類在影視翻譯研究之下，例如為全盲與弱視者準備的口述影像和聽障者專用的字幕，是這類研究的主要目標。在影視翻譯研究中，不同的媒體形式與翻譯模式所加諸的多種條件與限制，都會影響翻譯該如何進行；同時，這通常也是大部分 AVT 成品或過程的研究核心。許多 AVT 學者和從業人員都是「歐洲影視翻譯研究協會」（European Association for Studies in Screen Translation，簡稱 ESIST）的一員。

### 非專業翻譯
非專業翻譯（non-professional translation）指的是非專業譯者所進行的翻譯活動，這類活動通常會通過網際網路進行。伴隨著近年開展的科技民主化、以及網際網路的盛行，這些實踐活動如雨後春筍般開展。自發的志願翻譯活動已在世界各地興起，涵蓋了多種書面與多媒體產品類型的翻譯。
正常來說，並未接受過翻譯訓練的志願者即可加入，但受過訓練的譯者也可能參與其中，例如「無國界譯者」（Translators without Borders）。
由於每位學者對非專業翻譯應具備的重要特性有不同想法，非專業翻譯的描述也不一而足。O'Hagan 使用的是「用戶產生的翻譯」（user-generated translation）、「漢化組」（fan translation）和「社群翻譯」（community translation）。Fernández-Costales 和 Jiménez-Crespo 傾向使用「協同翻譯」（collaborative translation），而 Pérez-González 稱之為「新手翻譯」（amateur subtitling）。Pym 認為，非專業翻譯與專業翻譯的基本差異，在於金錢上的報酬，因此他建議稱為「義務翻譯」（volunteer translation）。
最受歡迎的幾種非專業、且由愛好者控制的翻譯活動，有「字幕組」（Fansubbing）、「配音組」（Fandubbing）、「ROM 駭客組」（ROM hacking）或「遊戲漢化組」（ fan translation of video games）、以及「掃描組」（Scanlation）。這些實際活動多半有著強而有力、凝聚力十足的愛好者基礎；而更大型的非專業翻譯專案常使用「眾包」（crowdsourcing）模式，由公司或組織所控制。自 2008 年起，Facebook 已透過眾包讓用戶翻譯其網站，而 TED 大會則設立了開放式翻譯專案（Open Translation Project），讓志願者使用 Amara平台在網路上建立 TED 演講的字幕。

### 本地化
本地化研究（localization，又稱「在地化」或「本土化」）關注的是當代語言產業的翻譯，在語言之間採用技術文字（即「進行本地化」），然後修改、以符合特定的「地區設定」（locale，即透過語言類型及多種文化變因所定義的目標地區）。本地化多半與軟體、產品文件、網站、和電子遊戲有關，在這些領域中，科技元件是關鍵。
本地化有個關鍵概念，稱為「國際化」（internationalization），在國際化過程中，產品中帶有特定文化象徵的事物會被去除，以便同步本地化成多種不同的語言。

### 口譯研究
口譯研究（Interpreting Studies）多半與翻譯研究相提並論。這是因為兩個學科之間的相似性，兩者都包含了從一個語言轉換到另一個語言的過程。的確，口譯活動長期被視為翻譯的特別形式，一直到 20 世紀下半葉引入科學方法後，口譯研究才逐漸從翻譯研究中獨立出來。雖然口譯研究大量使用翻譯研究的理論架構，但前者一直專注在口譯活動的實務與教學法上。這讓口譯研究穩健地從翻譯研究中解放出來，同時，跟後者一樣根基於跨領域的前提下，不斷地發展出獨立的理論架構。口譯研究已經發展出數種方法，也經歷過多次典範轉移，引領至最近的口譯者、口譯工作、和口譯環境之社會學研究。

## 前景
翻譯研究已隨著翻譯學校和大學翻譯課程的成長，而有所發展。1995 年針對 60 個國家的研究指出，大學以上開辦的翻譯或口譯課程，已高達 250 個。到了 2013 年，同一個資料庫顯示提供翻譯訓練的機構已經超過 501 所。同樣地，翻譯學術研討會 （页面存档备份，存于）、翻譯期刊、和翻譯相關的出版品也有所增加。翻譯的能見度也促成許多國家及國際翻譯研究學會之成立。2016 年 9 月，有十所相關機構成立了「國際翻譯與口譯研究學會網路」（International Network of Translation and Intrepreting Studies Associations，簡稱 INTISA）。
在這學科中，成長中的多種典範被認為是衝突的可能來源。早在 1999 年，於西班牙維克大學（University of Vic）舉辦的「筆譯及口譯人員訓練：千禧年新方向」論壇（Vic Forum on Training Translators and Interpreters: New Directions for the Millennium）中，非本質主義者和經驗方法之間就因為概念性鴻溝進行爭論。與會者 Rosemary Arrojo 和 Andrew Chesterman 明確為兩種方法尋求共識。
正如大多數已發展的理論都是透過和其它學科—如語言學、比較文學、文化研究、哲學、社會學、或歷史編纂學—交流之後，才得以成長；由此可知，跨領域已使建立了新的典範成為可能。同時，將翻譯研究作為獨立存在的學科，也可能導致這學科碎片化。
第二個衝突來源來自於理論與實務的鴻溝。早期的規範主義給描述主義和理論化提供了空間，專業人士認為翻譯研究的應用性並不高。同時，大學的研究評量並不太看重（如果有一丁點看重的話）翻譯實務。
翻譯研究有拓展研究領域的趨勢，且這趨勢應會持續下去。根據 Roman Jakobson 的論文所述，這一點延伸到適性研究（adaptation studies）、語內翻譯（intralingual translation）、符號系統間的翻譯（translation between semiotic systems，例如從影像到文字到音樂）、以及翻譯作為所有詮釋類型及進而作為所有理解的類型。

## 延伸閱讀
- Baker, Mona ed. (2009). Routledge Encyclopedia of Translation Studies. New York and London: Routledge.
- Bassnett, Susan (1980/1991/2002). Translation Studies. New York and London: Routledge.
- Benjamin, Walter (1923). "The Task of the Translator," an introduction to the translation of Les fleurs du malby Baudelaire.
- Berman, Antoine (1991). La traduction et la lettre ou l'auberge du lointain. Paris: Seuil.
- Berman, Antoine (1994). Pour une critique des traductions: John Donne, Paris: Gallimard.
- Gentzler, Edwin (2001). Contemporary Translation Theories. 2nd Ed. London: Routledge.
- House, Juliane (1997) A Model for Translation Quality Assessment. Germany
- Munday, Jeremy (2008). Introducing Translation Studies. London and New York: Routledge
- Pym, Anthony (2010/2014). Exploring Translation Theories. London: Routledge.
- Robinson, Douglas (1991). The Translator’s Turn.Baltimore and London: Johns Hopkins University Press.
- Steiner, George (1975). After Babel. Oxford and New York: Oxford University Press.
- Venuti, Lawrence (2008). The Translator's Invisibility: A History of Translation(2nd ed.). Abingdon, Oxon, U.K.: Routledge.
- Venuti, Lawrence. The Translation Studies Reader, 3rd ed. London: Routledge.

## 外部連結
- American Translation and Interpreting Studies Association （页面存档备份，存于）
- European Association for Studies in Screen Translation （页面存档备份，存于）
- European Society for Translation Studies （页面存档备份，存于）
- International Association for Translation and Intercultural Studies （页面存档备份，存于）
- Société Française de Traductologie （页面存档备份，存于）

- WikiProject Translation Studies